# Stylops bipunctatae
Stylops bipunctatae  (лат.) — вид веерокрылых насекомых рода Stylops из семейства Stylopidae. Северная Америка: Канада, США.
Паразиты пчёл вида Andrena bipunctata Cresson (Andrena, Andrenidae).
Вид был впервые описан в 1909 году американским энтомологом Уильямом Дуайтом Пирсом (William Dwight Pierce) и именован по видовому названию пчелы-хозяина.